# 哈皮坎普 (加利福尼亞州)
哈皮坎普（英語：Happy Camp）是位於美國加利福尼亞州錫斯基尤縣的一個人口普查指定地區。

## 地理
哈皮坎普的座標為41°47′48″N 122°22′31″W / 41.79667°N 122.37528°W，而該地最高點為海拔高度505米（即1660英尺）。

## 人口
根據2010年美國人口普查的數據，哈皮坎普的面積為31.976平方千米，當中陸地面積為31.357平方千米，而水域面積為0.619平方千米。當地共有人口1190人，而人口密度為每平方千米37人。